# Scelotes bipes
Espèce
Statut de conservation UICN

 LC  : Préoccupation mineure
Synonymes
- Anguis bipes Linnaeus, 1766
- Bipes anguineus Merrem, 1820
- Bipes linnaei Duméril & Bibron, 1839

Scelotes bipes est une espèce de sauriens de la famille des Scincidae.

## Répartition
Cette espèce est endémique de la province de Cap-Occidental en Afrique du Sud.

## Publication originale
- Linnaeus, 1766 : Systema naturæ per regna tria naturæ, secundum classes, ordines, genera, species, cum characteribus, differentiis, synonymis, locis. Tomus I. Editio duodecima, reformata. Laurentii Salvii, Stockholm, Holmiae, p. 1-532.